# Tonatiuh MX-1
El Tonatiuh MX-1 fue un monoplano ligero de ala alta construido por la Secretaría de Marina en colaboración con el Instituto Politécnico Nacional.

## Diseño y Desarrollo
El proyecto comenzó en 1977 mientras un grupo de ingenieros del IPN reconstruían un Piper PA-18, tras varias discusiones se decidió que ere mejor diseñar una aeronave propia la cual fue denominada inicialmente “Proyecto CIAAC 7701”. Los trabajos de diseño y cálculo recibieron el nombre de “Proyecto TONATIUH” en las oficinas de la Dirección General de Reparaciones y Construcciones Navales. El ingeniero César Trujillo fue designado por la Secretaría de Marina para asesorar la construcción del primer prototipo, iniciándose los trabajos en 1978 en la Estación Aeronaval del Aeropuerto Internacional de la Ciudad de México.
El Tonatiuh MX-1 basa su diseño casi por completo en el avión agrícola Bárcenas B-01, pues comparte componentes y diseño tales como el perfil alar, vigas, costillas y tensores con éste avión. La sección de ala fue diseñada para las necesidades del Tonatiuh y muchos de los componentes metálicos eran fabrcados por la empresa CUPRUM, quien también hacía componentes para el Bárcenas B-01.
El primer prototipo estuvo listo en abril de 1980 y una vez construido, desarmó y se envió a la Base Aeronaval de Veracruz, en donde nuevamente se reconstruyó y se preparó para su primer vuelo. Durante las primeras pruebas de vuelo se tuvieron problemas con el patín de cola y las superficies de control del timón y los alerones, teniéndose que rediseñar todos estos sistemas, todo esto con el fin de comenzar su primer vuelo el 1 de junio de 1980, en el día de la Marina. En su primer vuelo realizó maniobras a baja altura cerca del malecón de Veracruz, en conjunto con el Tonatiuh, otras aeronaves Bonanza y Albatros realizaban acrobacias en el mar y cerca de muchos barcos.
El desarrollo del avión costó solo 2 millones de pesos a finales de los 70 (unos 80 700 dólares de esa época. Unos 290 000 dólares actuales), lo cual se afirma que fue un éxito pues desarrollar un avión ligero de características similares en Estados Unidos hubiera costado 21 veces más, además se tuvieron que crear en México las herramientas necesarias para su construcción. El Tonatiuh MX-1 también era un 35 % más barato que su competidor extranjero, el Piper PA-18.
En 1982 las Marina Armada de México adquiere 6 de los 8 aparatos fabricados, los cuales mantuvo en servicio hasta 2006 utilizándolos como avión de entrenamiento, observación y reconocimiento.

## Características
Características generales
- Tripulacion: 2 (piloto y observador/alumno)
- Longitud: 7.0 m (22 ft 12 in)
- Envergadura: 10.0 m (32 ft 10 in)
- Altura: 2.13 m (6 ft 11 in)
- Peso vacío: 350 kg (770 lb)
- Planta motriz: 1 × Lycoming O-320 de 160 HP

Rendimiento
- Velocidad máxima: 195 km/h (105 kn, 121 MPH)
- Autonomía: 3.5 horas